# Thyrisomiidae
Thyrisomiidae är en familj av spindeldjur. Thyrisomiidae ingår i ordningen kvalster, klassen spindeldjur, fylumet leddjur och riket djur.